# Stan oblężenia (film 1998)
Stan oblężenia – amerykański thriller z 1998 r. w reżyserii Edwarda Zwicka.

## Główne role
- Denzel Washington - Anthony "Hub" Hubbard
- Annette Bening - Elise Kraft; Sharon Bridger
- Bruce Willis - generał William Devereaux
- Tony Shalhoub - agent Frank Haddad
- Sami Bouajila - Samir Nazhde
- Ahmed Ben Larby - szejk Achmed Bin Talal
- Mosleh Mohamed - Muezzin
- Lianna Pai - Tina Osu
- Mark Valley - agent FBI Mike Johanssen
- Jack Gwaltney - Fred Darius
- David Proval - Danny Sussman
- Lance Reddick - agent FBI Floyd Rose

## Fabuła
Na Bliskim Wschodzie amerykański tajni agenci schwytali szejka Bin Talala podejrzewanego o finansowanie terrorystów. W Nowym Jorku dochodzi do ataków terrorystycznych dokonywanych przez islamskich fundamentalistów. Sprawą zajmuje się agent specjalny FBI Anthony Hubbard. Kiedy rozpracowuje sprawę fałszywych zamachów bombowych, w Brooklynie wybucha autobus. Do grupy Hubbarda zostaje dołączona agentka Agencji Bezpieczeństwa Narodowego Elise Kraft. Mimo pewnych sukcesów, na ulicach panuje chaos. Prezydent ogłasza w mieście stan wyjątkowy. Do akcji wkracza wojsko pod wodzą generała Devereaux. Wtedy dojdzie do ostatecznej konfrontacji.

## Nagrody i nominacje
Złota Malina 1998
- Najgorszy aktor – Bruce Willis